# Funing (Yancheng)

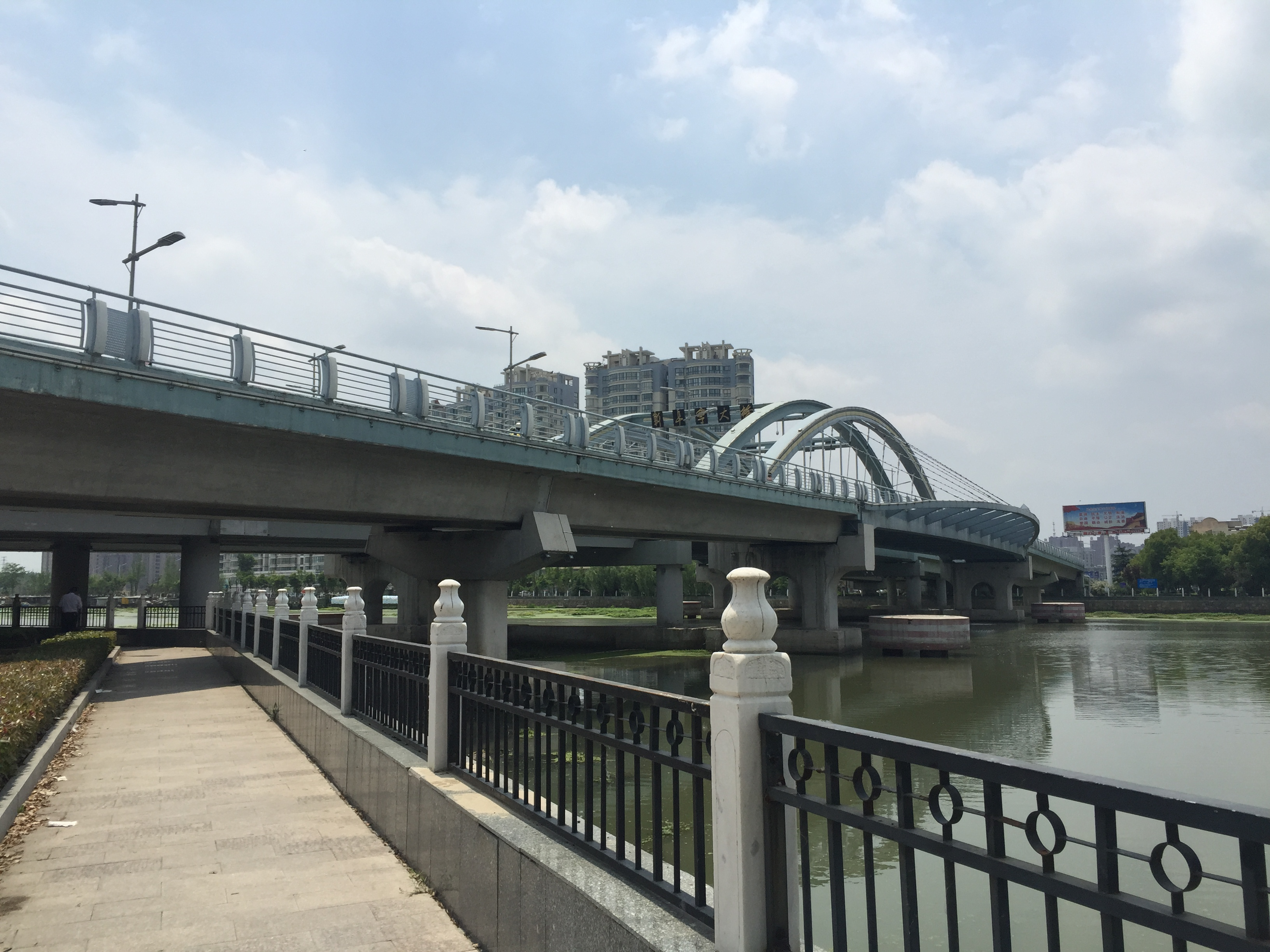
Brücke über den Sheyang-Fluss

Der Kreis Funing (chinesisch 阜宁县, Pinyin Fùníng Xiàn) ist ein Kreis in der chinesischen Provinz Jiangsu. Er gehört zum Verwaltungsgebiet der bezirksfreien Stadt Yancheng. Er hat eine Fläche von 1.439 Quadratkilometern und zählt 843.464 Einwohner (Stand: Zensus 2010). Sein Hauptort ist die Großgemeinde Fucheng (阜城镇).

## Administrative Gliederung
Auf Gemeindeebene setzt sich der Kreis aus zwanzig Großgemeinden zusammen. 